# Megalibgwilia
Megalibgwilia és un gènere de mamífer monotrema de la família dels equidnes (Tachyglossidae) que visqué durant el Plistocè (o, segons les espècies que s'hi incloguin, des del Pliocè fins al Plistocè). Se n'han trobat restes fòssils a Austràlia.
Megalibgwilia fou descrit inicialment a partir d'un húmer esquerre trencat per Richard Owen, quan identificà M. ramsayi (amb un altre nom) el 1884. Des d'aleshores se n'han descrit cranis complets i fòssils postcranials. El 1896, el paleontòleg australià William Sutherland Dun en descrigué una segona espècie.